# 양소 (후한)
양소(梁邵, ? ~ ?)는 후한 말기의 관료이다.

## 행적
흥평 2년(195년), 정권을 잡고 있었던 이각과 곽사의 사이에서 내분이 일어났다. 헌제를 자신의 군영으로 데려온 이각은 궁궐을 불태우고 노략질을 일삼았다. 장작대장 양소는 사공 장희·태위 양표 등 10여 명의 대신들과 함께 곽사에게 사자로 파견되어 화해를 도모하였으나, 도리어 곽사에게 붙잡혀 인질이 되었다.

## 출전
- 원굉, 《후한기》 권28 효헌황제기

| 전임 오수 | 후한의 장작대장 (195년 당시) | 후임 공융 |